# I Hate Freaks Like You
I Hate Freaks Like You è il primo album della band di Dee Dee Ramone, Dee Dee Ramone I.C.L.C..
Le canzoni I'm Making Monsters For My Friends ed It's Not For Me To Know compariranno anche nell'ultimo studio-album dei Ramones, ¡Adios Amigos!.

## Tracce
1. I'm Making Monsters For My Friends - 2:42 (Dee Dee Ramone - Daniel Rey)
2. Don't Look In My Window - 2:39 (Dee Dee Ramone - Daniel Rey)
3. Chinese Bitch - 1:47 (Dee Dee Ramone - Andy Shernoff)
4. It's Not For Me To Know - 3:02 (Dee Dee Ramone - Daniel Rey)
5. Runaway - 3:44 (Dee Dee Ramone - Daniel Rey)
6. All's Quiet On The Eastern Front - 2:17 (Dee Dee Ramone)
7. I Hate It - 1:51 (Dee Dee Ramone - Daniel Rey)
8. Life Is Like A Little Smart Alleck - 2:32 (Dee Dee Ramone - Daniel Rey)
9. I Hate Creeps Like You - 1:46 (Dee Dee Ramone - Daniel Rey)
10. Trust Me - 4:28 (Dee Dee Ramone - Daniel Rey)
11. Curse On Me - 2:56 (Dee Dee Ramone - Daniel Rey)
12. I'm Seeing Strawberry's Again - 4:02 (Dee Dee Ramone - Daniel Rey)
13. Lass Mich In Ruhe - 3:02 (Dee Dee Ramone - John Carco - Nina Hagen)
14. I'm Making Monsters For My Friends - 2:35 (Dee Dee Ramone - Daniel Rey)

### Tracce bonus nella versione Argentina
1. Chinese Bitch - 1:29 (Dee Dee Ramone - Andy Shernoff)
2. I Don't Wanna Get Involved With You - 1:36 (Dee Dee Ramone)
3. That's What Everybody Else Does - 2:37 (Dee Dee Ramone - Daniel Rey)
4. We're A Creepy Family - 1:20 (Dee Dee Ramone - John Carco)

## Formazione
- Dee Dee Ramone - voce e chitarra
- John Carco - voce e basso
- Danny Lommen - batteria
- Nina Hagen - voce nelle tracce #13 e #14
- Jan Willem Eleveld - chitarra in Trust Me, in Runaway ed in I'm Seeing Strawberry's Again.